# Rosocha (województwo opolskie)
Rosocha – osada w Polsce, położona w województwie opolskim, w powiecie oleskim, w gminie Olesno.